# Francesco Navarrini

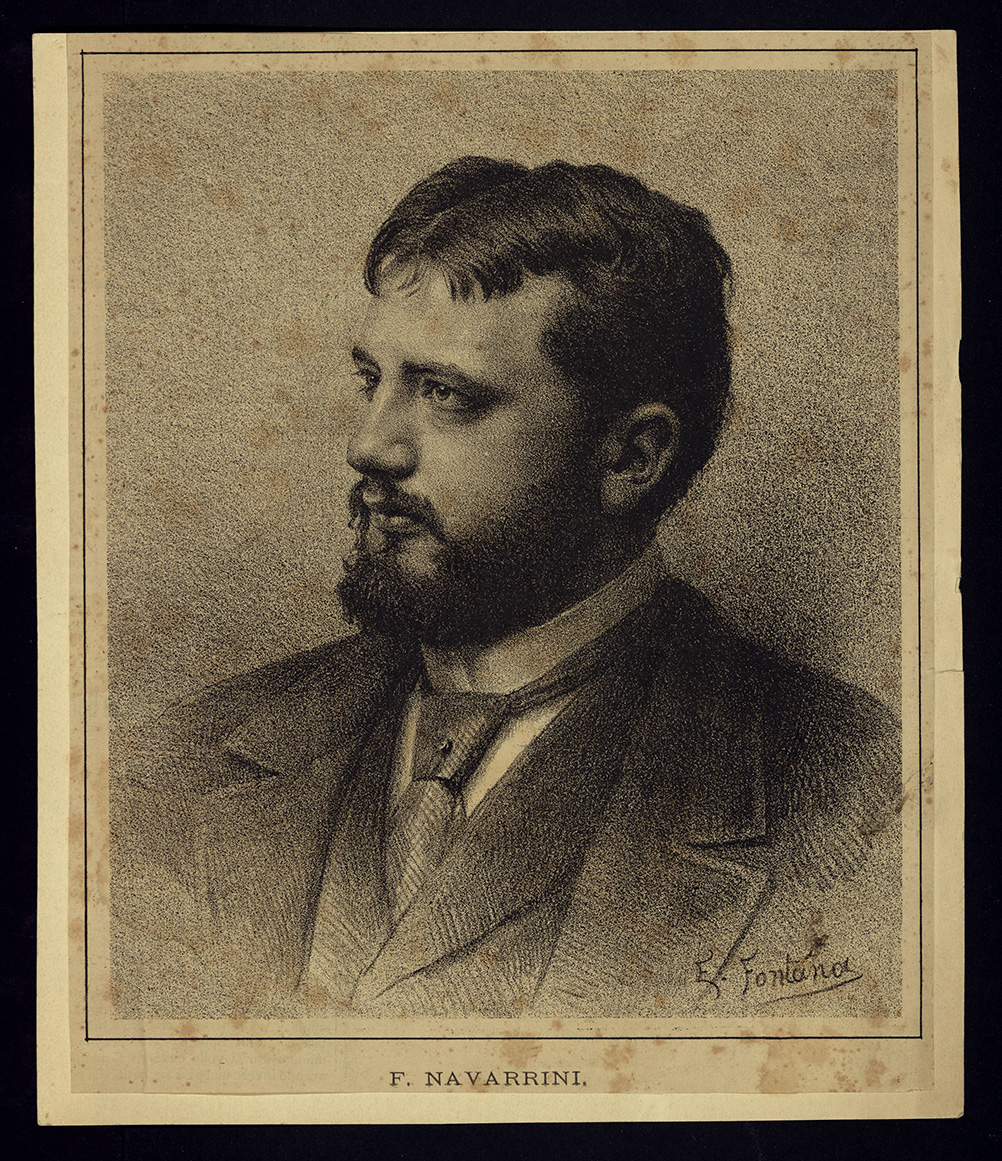
Francesco Navarrini en 1889

Francesco Navarrini (Cittadella, Véneto, Italia, 1855 - Milán, 21 de febrero de 1923) fue un bajo italiano.
Estudió con Carlo Boroni y Giuseppe Felix en Milán y debutó en 1876 en el Teatro comunale de Ferrara como Alfonso en Lucrezia Borgia. Actuó en los teatros de Malta, Venecia, Trieste, Florencia y Turín, y cantó en la temporada 1881-83 en el Teatro San Carlos de Lisboa. Desde 1883 aparece regularmente en la Scala de Milán y en el Teatro Costanzi de Roma. El 5 de febrero de 1887, en la Scala, participó, cantando el papel de Lodovico, en el estreno mundial del Otello, de Verdi. En 1884 ya había participado, en el mismo teatro, en el estreno de la versión italiana en cuatro actos de Don Carlo, interpretando al gran Inquisidor. En 1892 cantó en Génova en el estreno del Cristoforo Colombo de Alberto Franchetti.
Desde 1887 visita diferentes teatros por toda Europa: Londres, Praga, Montecarlo, Madrid, Barcelona y Sevilla. En Rusia disfrutó de particular éxito, actuando en los teatros de San Petersburgo, Moscú y Odesa. En 1898-99, en la Scala, participó en representaciones de Die Meistersinger von Nürnberg dirigidas por Arturo Toscanini.
En 1902 participa en un gira por los Estados Unidos con una compañía liderada por Pietro Mascagni, en la que destacó especialmente interpretando el papel del ciego en Iris.
En 1907 realizó algunas grabaciones en Milán. Finalizó su carrera en 1912 en San Petersburgo cantando Silva de Ernani, tras lo cual se retiró a su villa en Rossano Veneto.